# Кершбаумер, Герхард
Ге́рхард Кершба́умер (нем. Gerhard Kerschbaumer; 19 июля 1991, Брессаноне, Италия) — итальянский велогонщик, участник летних Олимпийских игр 2012 года в Лондоне, двукратный чемпион мира в эстафете, серебряный призёр чемпионата Европы 2010 в командной гонке.

## Спортивная биография
Активно ездить на велосипеде Герхард начал с 4 лет. С 11 лет Кершбаумер начал участвовать в детских велогонках. С 2003 года Герхард начал занимать призовые места в национальных чемпионатах. В 2008 году Кершбаумер стал бронзовым медалистом чемпионата мира в эстафете. Уже в следующем году молодой итальянский велогонщик стал чемпионом мира в эстафете и чемпионом мира в категории до 23 лет. В 2012 году Герхард выступил на летних Олимпийских играх в Лондоне. Итальянский спортсмен завершил олимпийскую дистанцию на 13-м месте, отстав от первого места почти на 3 минуты.
В 2013 году Кершбаумер стал двукратным чемпионом мира среди взрослых и двукратным чемпионом мира среди юниоров. На первых Европейских играх в Баку Кершбаумер остановился в шаге от подиума, заняв 4-е место.